# Robert de Visée
Robert de Visée, né à La Flèche en 1652 et mort le 15 février 1730 à Paris est un guitariste, théorbiste, luthiste et compositeur français de la période baroque. 

## Biographie
Baptisé le 16 octobre 1652 à La Flèche, Robert de Visée est le premier fils de Robert Visée, joueur d'instruments et de violes, et de Françoise Pingault. Il perd ses deux parents en 1662. Quelques années plus tard, Robert de Visée vient à Paris ; il épouse le 29 octobre 1673 Catherine Servant. De ce mariage naissent au moins trois enfants : un fils (Jean)-François (né vers 1674 et mort le 3 février 1747), qui deviendra musicien, et des filles, mentionnées dans la poignante Plainte ou Tombeau de Mesdemoiselles de Visée (copiée dans le manuscrit Vaudry de Saizenay). Dès 1696, François de Visée fait partie des « symphonistes » (c'est-à-dire instrumentistes) parisiens devant payer l'impôt de capitation. Plus tard, il hérite des charges de musicien de cour de son père.
On sait peu de choses de la formation de Robert de Visée : il est parfois présenté comme un élève de l'Italien Francesco Corbetta, célèbre guitariste italien qui séjourne plusieurs fois à Paris, et auquel Robert de Visée dédie un Tombeau publié dans son premier livre de pièces de guitare en 1682, un an après son décès, mais aucune source ne documente cette hypothèse et Robert de Visée compose aussi des tombeaux en hommage à d’autres musiciens (Jacques Gallot, Charles Mouton et Pierre Dubut notamment).
A Paris, Robert de Visée donne des leçons d’instrument : dès 1680, il est mentionné par Grimarest parmi les musiciens qui excellent dans la pratique du théorbe et de la guitare et en 1691 et 1692, le Livre commode contenant les adresses de la ville de Paris le mentionne comme un habile maître pour la guitare.
Robert de Visée faisait partie du petit cercle de musiciens admis dans la chambre du roi Louis XIV et il lui prodigua des leçons puisque celui-ci, comme d'autres membres de la cour, jouait de la guitare.

« ...elles [les pièces pour guitare] ont eu plusieurs fois la gloire d'amuser V.M. dans les heures de ce précieux loisir, ou elle se délasse de ses Augustes travaux et de ses grandes occupations qui reglent aujourd'huy le destin de toutte l'Europe. »

— (Extrait de la dédicace au roi du Livre de guittarre).
Le succès de la musique de Robert de Visée auprès de Louis XIV, son royal élève auquel il dédie ses deux livres de guitare en 1682 et 1686, lui permet d'obtenir le 30 octobre 1709 la charge de « chantre ordinaire de la Musique de la chambre », associée à des gages annuels de 600 livres. Nombreux sont les récits des concerts de cour auxquels participe Robert de Visée, et son talent pour la guitare, le théorbe et la viole est volontiers célébré par ses contemporains.

« le 7 janvier 1710 au soir, le roi revenant de Trianon passa chez la duchesse de Bourgogne, où il trouve une très belle symphonie, composée de des Costeaux, pour la flute allemande, de Vizé, pour le théorbe, de Buterne, pour le clavecin, et de Fourcroy, pour la basse de viole. »

— De Cosnac & Pontal,  "Mémoires du marquis de souche", tome 12, 1892, p. 136
Il devient « maître de guitare du Roy » en 1719, à la mort de Louis Jourdan de La Salle. Au théorbe et à la guitare, il participe régulièrement aux soirées données par Madame de Maintenon. Comme son père, il jouait aussi de la viole de gambe et est impliqué dans une querelle sur le jeu de la viole en 1688.
Il se rendit fréquemment, comme Antoine Forqueray aux fêtes des Grandes Nuits de Sceaux données par la duchesse du Maine en son château de Sceaux, régaler les hôtes du son de leurs instruments.
Enfin, si elle fut longtemps ignorée, on connaît désormais avec certitude la date de décès de Robert de Visée : un acte de notoriété révèle qu'il est mort le 15 février 1730 à Paris en laissant son fils François pour seul héritier. Outre ce fils, il avait une petite-fille, Françoise-Félix, née en 1725, fille de François de Visée et de feu Marie-Félix Bonneton.

## Œuvres
Robert de Visée a laissé de nombreuses œuvres majeures pour la guitare et le théorbe. Il a également publié certaines de ces œuvres pour dessus et basse, celles-ci pouvant alors être exécutées par un dessus (violon, flûte, hautbois, etc.) et basse continue.